# Crinitzberg

Crinitzberg  est une commune de Saxe (Allemagne), située dans l'arrondissement de Zwickau, dans le district de Chemnitz.

## Géographie
Le territoire communal s'étend dans le bassin de la Zwickauer Mulde au pied ouest des Monts Métallifères (Erzgebirge) comprenant les villages de Bärenwalde, Lauterhofen et Obercrinitz. Crinitzberg se trouve à 10 kilomètres au sud-ouest de Schneeberg, à 16 kilomètres à l'est de Reichenbach, et à 19 kilomètres aus sud de Zwickau.